# منطقة برويت
منطقة برويت (بالإنجليزية: Prawet District)‏ هي منطقة من مناطق بانكوك. يبلغ عدد سكانها 163485 نسمة وذلك حسب إحصائيات سنة 2013. تبلغ مساحتها 52.49 كم².

الموقع في بانكوك